# Орловский корпус (Юрьев монастырь)
Орловский корпус Юрьева монастыря — памятник архитектуры. Расположен в Великом Новгороде, современный адрес дома — Юрьевское шоссе, 10, строение 21.
Здание построено на склоне холма в 1825—1827 годах по инициативе архимандрита Фотия, название дано в честь графини А. А. Орловой-Чесменской, предоставившей для постройки средства. С запада у дома один этаж и полуподвал (этот фасад — лицевой, в нём сделано четыре выделенных дорическими пилястрами входа), с востока — два этажа, кровля четырёхскатная с разделяющими её брандмауэрными стенками. Стены кирпичные, цоколь выложен из путиловской плиты. Карниз профилированный.
Помещения на этажах небольшие, сообщаются между собой; на первом этаже все кельи, кроме четырёх помещений — с коробовыми сводами (в четырёх перекрытие плоское), на втором этаже своды сомкнутые и лотковые.
В XX веке часть окон была заложена, была незначительно изменена планировка. В 1920 году, после закрытия монастыря, кельи были переданы инвалидному дому им. Я. М. Свердлова.
Во время Великой Отечественной войны полы, столярные заполнения, почти вся кровля были утрачены, своды частично разрушены. В 1950-х годах Т. В. Гладенко выполнила обмеры, после чего прошло восстановление под руководством В. Е. Гревцова. В 1978—1979 годах институт «Спецпроектреставрация» разработал проект приспособления под музейное фондохранилище, в 1981 году был составлен проект реставрации с раскрытием ранее заложенных окон, восстановлением карниза, столярных заполнений и прочих деталей; реставрация по этому проекту прошла в 1990-х годах.